# The Low Spark of High Heeled Boys
The Low Spark of High Heeled Boys es el quinto álbum de estudio de la banda británica Traffic, publicado a finales de 1971. Fue su primer álbum de estudio en incluir al percusionista Rebop Kwaku Baah  y la única aparición en estudio del baterista Jim Gordon y el bajista Ric Grech. Grech había trabajado previamente con el cantante y multiinstrumentista de Traffic Steve Winwood en el supergrupo de corta duración Blind Faith, mientras que Gordon había tocado con otro exmiembro de Blind Faith, Eric Clapton, en Derek and the Dominos. La batería en la canción «Rainmaker» es tocada por Mike Kellie, baterista de The Only Ones.
Al igual que con otros álbumes de Traffic, The Low Spark of High Heeled Boys presentó influencias variadas, que incluyen jazz, folk y clásica. El título del álbum fue sugerido por el actor Michael J. Pollard.
El álbum presenta el éxito moderado de «Rock & Roll Stew» y la canción que da nombre al álbum, las cuales recibieron una gran difusión en las estaciones de radio. Este es el único álbum de Traffic en presentar a Jim Capaldi como vocalista principal en dos canciones («Light Up or Leave Me Alone» y «Rock & Roll Stew»). Su única otra voz principal en un álbum de Traffic fue «Dealer» de Mr. Fantasy (1967).

## Diseño de portada
La portada del LP se destaca por sus esquinas superior derecha e inferior izquierda recortadas, dando la ilusión de un cubo tridimensional. Este efecto se repetiría en su siguiente álbum, Shoot Out at the Fantasy Factory. En las ediciones originales del Reino Unido y algunas versiones europeas, el título tanto del álbum como de la canción se muestra como “The Low Spark of High-Heeled Boys” (con un guion).

## Recepción de la crítica
William Ruhlmann, escribiendo para AllMusic, afirmó que el álbum, “marcó el ápice comercial y artístico de la segunda venida de Traffic”. El personal de Louder Sound lo describió como “el disco más inquieto de Traffic, con matices y estilos revueltos en la misma olla”. Robert Christgau comentó sobre el crecimiento de la banda a partir de esfuerzos anteriores, afirmando que si bien el grupo está “desprovisto de empuje intelectual”, están “haciendo algo” y “cuando funciona, sugiere una agradable paradoja – relajado y emocionante al mismo tiempo”. El sitio web PopMatters lo llamó “un álbum que es fácil de escuchar una y otra vez, pero que rara vez aparece en las listas de ‘lo mejor de’”. Doug Collette de Glide Magazine escribió que el álbum, “es fácilmente la expresión más sostenida de misticismo en la discografía de la banda británica”. El consenso de Sputnikmusic catalogó al álbum como “Traffic adoptando una perspectiva de rock progresivo más tradicional mientras se mantiene constante, y funciona”, y añadieron: “En este álbum, Traffic se inclina por un sonido tipo Lizard de King Crimson con un toque de Jethro Tull, algo que sirve como un nuevo aprovechamiento. Aún así, hay restos de improvisaciones de jazz fusión que no deben olvidarse”.

### Galardones
| Publicación | Lista                      | Posición | Ref.   |
| ----------- | -------------------------- | -------- | ------ |
| Spin        | The 50 Best Albums Of 1971 | 22       | [ 16 ] |

### Legado
- En 2000, fue colocado en la posición #625 del libro All Time Top 1000 Albums de Colin Larkin.[17]

## Lista de canciones
Todas las canciones escritas y compuestas por Steve Winwood y Jim Capaldi, excepto donde esta anotado. 
| Lado uno |                                        |          |  |
| N.º      | Título                                 | Duración |  |
| 1.       | «Hidden Treasure»                      | 4:12     |  |
| 2.       | «The Low Spark of High Heeled Boys»    | 11:41    |  |
| 3.       | «Light Up or Leave Me Alone» (Capaldi) | 4:48     |  |

| Lado dos |                                                  |          |  |
| N.º      | Título                                           | Duración |  |
| 1.       | «Rock & Roll Stew» (Ric Grech, Jim Gordon)       | 4:23     |  |
| 2.       | «Many a Mile to Freedom» (Winwood, Anna Capaldi) | 7:16     |  |
| 3.       | «Rainmaker»                                      | 7:52     |  |

## Créditos y personal
Créditos adaptados desde las notas de álbum.
Traffic
- Steve Winwood – voz principal (1, 2, 5, 6), coros, piano acústico, órgano, guitarras
- Chris Wood – saxofón, flauta
- Ric Grech – guitarra bajo, violín
- Jim Gordon – batería (1-5)
- Jim Capaldi – percusión, voz principal (3, 4), coros (6)
- Rebop Kwaku Baah – percusión

Músicos adicionales
- Mike Kellie – batería (6)

Personal técnico
- Steve Winwood – productor
- Brian Humphries – ingeniero de audio

Diseño
- Richard Polak – fotografía
- Tony Wright – diseño de portada

## Posicionamiento
| Gráficas (1971–72)             | Pico de posición |
| ------------------------------ | ---------------- |
| Australia (Kent Music Report)  | 38               |
| Estados Unidos (Billboard 200) | 7                |